# Condado de Lyon (Kentucky)
O Condado de Lyon é um dos 120 condados do estado americano de Kentucky. A sede do condado é Eddyville, e sua maior cidade é Eddyville. O condado possui uma área de 664 km² (dos quais 105 km² estão cobertos por água), uma população de 8 080 habitantes, e uma densidade populacional de 14 hab/km² (segundo o censo nacional de 2000). O condado foi fundado em 1854.